# Agapanthia osmanlis
Agapanthia osmanlis là một loài bọ cánh cứng trong họ Cerambycidae.